# 사회 자본

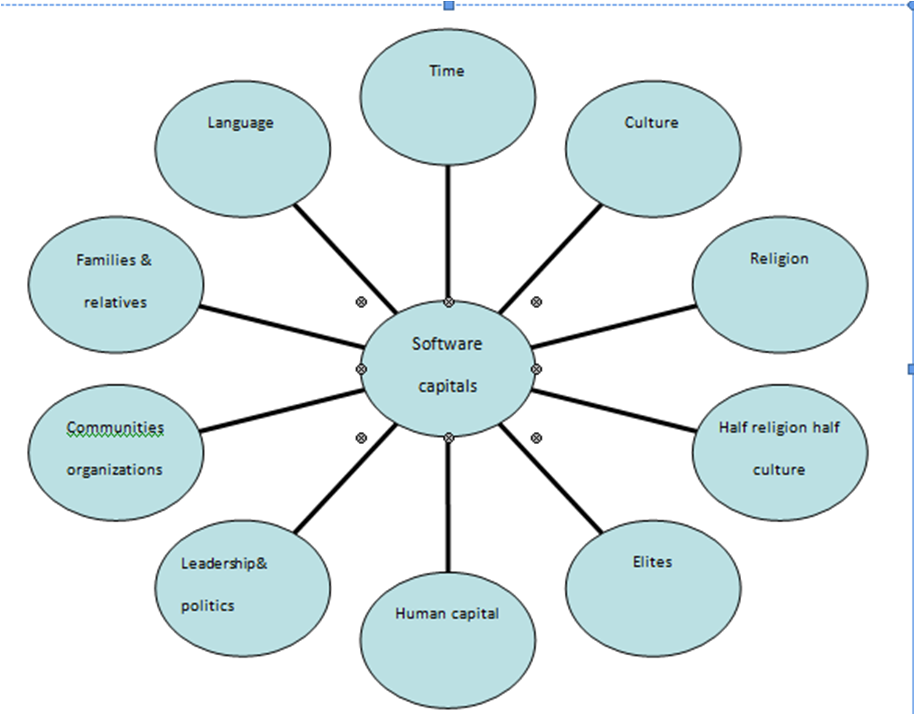
사회적 자본의 요소

사회적 자본은 대인관계와 공유된 정체성, 규범, 이해, 가치와 더불어 신뢰, 협력, 상호작용을 통해 사회 집단에 효과적인 기능을 하는 것이다. 사회적 자본은 유형적인 자본(공공 공간, 사유재산 등)과 무형적인 자본(사람, 인적 자본 등), 그리고 그 관계들이 자원과 더 큰 집단에 얼마나 영향을 미치는지 측정하는 것이다. 일반적으로 공동의 목적을 위해 공공재를 생산하는 자본의 형태로 본다. 사회적 자본은 다양한 집단의 향상된 성과, 기업가적 기업의 성장, 우수한 경영 성과, 공급망 관계 강화, 전략적 제휴에서 도출된 가치, 지역사회 공동체의 진화 등을 설명하는데 이용되어 왔다.

## 역사
사회적 자본이라는 용어는 1990년대 후반에 널리 사용되기 전인 약 1890년부터 간헐적으로 사용되었다.
사회학의 창시자들 사이에서 사회와 개인주의의 현대화에 대한 논쟁은 가장 많이 논의된 주제였다 : 토니스(Tönnies, 1887년), 뒤르켐(Durkheim, 1893년), 짐멜(Simmel, 1905년), 베버(Weber, 1946년) 같은 이론가들은 산업화와 도시화가 사회적 관계를 돌이킬 수 없는 방식으로 변화시키고 있다고 확신했다. 그들은 전통적인 유대관계의 붕괴와 사회에서의 아노미, 소외의 점진적인 발전을 관찰했다.

### 18세기 ~ 19세기
공동체 지배의 힘은 고대로부터 18세기까지, 아리스토텔레스에서 토마스 아퀴나스에 이르기까지 그리고 에드먼드 버크에 이르기까지 많은 철학자들에 의해 강조되어 왔다. 이 비전은 18세기 말에 호모 이코노미쿠스의 사상이 발전하고 그 후 합리적인 선택 이론으로 강하게 비판되었다. 그러한 일련의 이론들은 지난 세기 동안 지배적이었지만, 많은 사상가들은 현대 사회와 오래된 제도들, 특히 가정과 전통 공동체의 중요성 사이의 복잡한 관계에 의문을 제기했다.
사회 자본의 기초가 되는 개념은 훨씬 더 긴 역사를 가지고 있다. 연합 생활과 민주주의의 관계를 탐구하는 사상가들은 19세기까지 유사한 개념을 규칙적으로 사용하면서 제임스 매디슨( James Madison, 연방주의자 신문)과 알렉시스 드 토크빌(Alexis de Tocqueville, 미국의 민주주의) 같은 초기 작가들의 작업을 끌어내어 미국 정치학의 다원주의적 전통에 사회적 응집력과 연결성의 개념을 통합시켰다. 존 듀이( John Dewey)는 비록 정의를 제시하지는 않았지만 1899년 학교와 사회(The School and Society)에서 처음으로 사회적 자본을 직접 주류로 사용했다.
19세기 전반, 드 토크빌(de Tocqueville)은 사회 자본의 개요와 정의를 제시하는 듯한 미국인의 삶에 대한 관찰을 했다. 그는 미국인들이 가능한 한 많은 모임에서 국가, 경제, 또는 목격될 수 있는 세계의 모든 발생 가능한 문제들을 논의하기 위해 만나는 경향이 있다고 관찰했다. 높은 수준의 투명성은 국민들로부터 더 많은 참여를 유발했고 따라서 민주주의가 더 잘 작동하도록 허용했다.

### 20세기
L. J. 하니판(Lyda Judson Hanifan)의 1916년 시골학교 지역 지원에 관한 기사는 지역사회에 대한 사회적 응집과 개인적 투자와 관련하여 사회적 자본이라는 용어의 첫 번째 사건 중 하나이다. 개념을 정의할 때, 하니판은 사회적 자본을 다음과 같이 정의하여 물질적 재화와 대비시킨다.
나는 부동산, 개인 재산, 또는 차가운 현금을 말하는 것이 아니라, 이러한 유형의 물질들이 사람들의 일상 생활에서, 즉 사회적 단위를 이루는 개인과 가족들 사이의 호의, 친목, 유대감, 상호 공감, 그리고 사교적인 관계를 가장 중요하게 여기는 경향이 있는 삶에서 언급된다. 만약 그가 그의 이웃과 다른 이웃들과 접촉하게 된다면, 사회 자본의 축적이 있을 것이고, 이는 그의 사회적 요구를 즉시 충족시킬 수 있을 것이고, 사회 전체의 생활 조건의 실질적인 개선에 충분한 사회적 잠재력을 가질 수 있을 것이다. 공동체 전체는 그것의 모든 부분의 협력에 의해 이익을 얻을 것이고, 반면에 개인은 그의 협회에서 도움, 동정, 이웃의 친목의 이점을 발견할 것이다.
토니스(Tönnies, 1887년)와 베버(Weber, 1946년)의 작품에 이어, 1950년대와 1960년대에 흥미로운 기여로 현대 사회의 사회적 연계에 대한 성찰이 계속되었다. 특히, 대중사회이론—대니얼 벨(Daniel Bell, 1962년), 로버트 니스베트(Robert Nisbet, 1969년), 모리스 R. 스테인(Maurice R. Stein, 1960), 윌리엄 H. 와잇(William H. Whyte, 1956년)에 의해 개발되었다. —사회 발전을 보다 비관적으로 강조하면서 설립자들의 주제와 유사한 주제를 제시했다. 스타인의 말로 (1960:1) : "문화적 분화와 실험을 장려하는 사회를 유지하기 위한 대가는 의심할 여지 없이 개인과 사회적 차원에서 어느 정도의 분열의 수용이다."
제인 제이콥스(Jane Jacobs)는 1960년대 초에 이 용어를 사용했다. 그녀가 사회적 자본이라는 용어를 명시적으로 정의하지는 않았지만, 그녀의 용어는 네트워크의 가치를 언급하였다. 정치학자 로버트 솔즈베리(Robert Salisbury)는 1969년 미국 중서부 정치학 저널에 실린 '이해집단의 교류이론'이라는 글에서 이익집단 형성의 핵심요소로 이 용어를 발전시켰다.
사회학자 피에르 부르디외(Pierre Bourdieu)는 1972년 그의 실천 이론 개요에서 이 용어를 사용했으며, 수년 후 문화, 경제, 행정 자본, 물리적 자본, 정치 자본, 사회 자본, 상징 자본과 대조적으로 이 용어를 명확히 했다. 사회학자 제임스 콜먼(James Coleman, 1988)과 배리 웰먼 & 스코트 워틀리(Barry Wellman & Scot Wortley, 1990)는 이 개념을 개발하고 대중화하는 과정에서 글렌 루리(Glenn Loury)의 1977년 정의를 채택했다. 1990년대 후반에 이 개념은 세계은행 연구 프로그램의 초점이 되었고 로버트 퍼트남(Robert Putnam)의 Bowling Alone, 퍼트남 & 루이스 펠드슈타인(Putnam & Lewis Feldstein)의 베터투게더(Better Together) 등 몇몇 주류 서적의 주제가 되어 인기를 얻었다.
이러한 모든 성찰은 다음 수십 년 동안 사회 자본 개념의 발전에 현저하게 기여했다. 현대 사회 자본 개념화의 등장은 보다 응집력 있는 사회를 만들기 위해 일반화된 신뢰를 구축하기 위한 공동체의 중요성과 동시에 개인의 자유로운 선택의 중요성을 함께 유지하면서 이 논쟁을 바라보는 새로운 방법이다. 사회자본이 학계와 정계에 많은 관심을 불러일으킨 것도 이 때문이다.

## 정의 및 형태
사회적 자본은 여러 가지 정의, 해석, 용도를 가지고 있다. 데이비드 할퍼른(David Halpern)은 정책입안자들에게 사회자본의 인기가 개념의 이중성과 연결되어 있다고 주장하는데, 이는 "사회적 자본은 사회적 중요성을 재탄생시키면서 경제적 느낌이 강하게 들었기 때문이다." 연구자들에게 있어서, 이 용어는 부분적으로 그것이 설명할 수 있는 광범위한 결과들 때문에 인기가 있다; 사회 자본에 대한 용도의 다양성은 다양한 정의로 이어졌다.
우수한 경영성과, 기업가적 기업의 성장, 기능적으로 다양한 집단의 실적 개선, 전략적 제휴에서 도출된 가치, 공급망 관계 강화 등을 설명하기 위해 사회자본이 여러 시기에 사용되어 왔다. "행위자들이 특정 사회 구조에서 도출한 다음 그들의 이익을 추구하기 위해 사용하는 자원; 그것은 행위자들 간의 관계의 변화에 의해 창조된다." (베이커 Baker 1990, p. 619)
사회 자본을 정의하려는 초기 시도는 자원으로서의 사회적 자본이 공익이나 개인의 이익을 위해 사용되어야 하는 정도에 초점을 맞췄다. 로버트 D. 퍼트남(Robert D. Putnam, 1993)은 사회자본이 지역사회와 국가에서의 협력과 상호보완적 관계를 촉진할 것이며, 따라서 현대사회에 내재된 많은 사회장애, 예를 들어 범죄와 싸우기 위한 귀중한 수단이 될 것이라고 제안했다. 사회적 관계의 거미줄과 개별 행위자들이 스스로 찾아내는 유대관계에서 파생되는 개인의 이익에 초점을 맞추는 사람들과는 대조적으로, 사회적 자본을 정보와 기술 집합에 대한 개인의 접근성 증가와 권력 강화에 귀속시킨다. 이 견해에 따르면, 개인은 조직의 이익을 위해서라기 보다는 그들 자신의 직업 전망을 발전시키기 위해 사회적 자본을 이용할 수 있다.
난린(Nan Lin)의 사회자본 개념은 "시장에서 예상되는 수익률과 사회관계에서의 투자"라는 좀 더 개인주의적 접근법을 가지고 있다. 이것은 부르디외(Bourdieu), 플랩(Flap), 에릭슨(Eriksson)과 같은 다른 사람들의 개념을 약화시킬 수도 있다. 뉴턴(Newton, 1997)은 사회적 자본을 상호작용에 영향을 미치는 가치와 태도에 의해 형성된 주관적 현상으로 간주했다. 나하피에트와 고살(Nahapiet and Ghoshal, 1998)은 지적 자본의 창출에 있어 사회적 자본의 역할을 검토하는 과정에서 사회적 자본을 구조적, 관계적, 인지적 세 가지 군집적 관점에서 고려해야 한다고 제안한다.

### 정의에 있어서의 쟁점들
많은 학자들이 사회 자본의 정확한 정의가 결여되어 있다는 우려를 제기해 왔다. 예를 들어, 포테스(Portes, 2000년)는 이 용어가 주류 언론을 포함해 매우 널리 사용되어 "사회적 자본이 어떤 뚜렷한 의미를 상실할 정도로 많은 사건들과 다양한 맥락에서 적용되기 시작하는 시점이 다가오고 있다"고 언급하고 있다. 자본이라는 용어는 사회적 자본이 (측정할 수 있는) 이익과 비슷하다고 주장되기 때문에 다른 형태의 경제 자본과 유추하여 사용된다. 그러나 자본과의 유추는 전통적인 형태의 자본과는 달리, 사회적 자본이 사용으로 고갈되지 않고, 사실상 사용하지 않음(사용 또는 분실)에 의해 고갈되는 정도로 오해의 소지가 있다. 이런 점에서 지금은 잘 정립된 경제 개념인 인적 자본과 비슷하다.
로비슨, 슈미드, 실레스(Robison, Schmid, and Siles, 2002)는 사회자본의 다양한 정의를 검토한 결과 많은 이들이 정의의 형식적 요건을 충족하지 못한다고 결론지었다. 그들은 정의가 A=B형이어야 하며 사회자본의 많은 정의가 그것이 무엇을 성취하기 위해 사용될 수 있는지, 어디에 있는지, 어떻게 만들어질 수 있는지, 그리고 무엇을 변화시킬 수 있는지를 기술하고 있다고 보았다. 또한 그들은 사회자본의 정의가 자본의 요건을 충족시키지 못한다고 주장한다. 그들은 사회적 자본을 동정으로 정의하기를 제안한다: 다른 사람의 동정의 대상은 사회적 자본을 가지고 있고, 다른 사람에 대한 동정을 가진 사람들은 사회적 자본을 제공한다. 사회적 자본을 보유할 때의 주요 이점 중 하나는 우선적인 조건으로 자원에 대한 접근을 제공한다는 것이다. 그들의 동정심의 정의는 그의 첫 번째 장인 도덕감정론의 제목인 아담 스미스( Adam Smith)가 사용한 것을 따른다.
사회자본도 경제이론 사회자본주의와 구별된다. 사회 자본주의는 이론으로서 사회주의와 자본주의가 상호 배타적이라는 생각에 도전한다. 사회 자본주의는 가난한 사람들을 위한 강력한 사회적 지원 네트워크가 자본의 생산을 증가시킨다고 주장한다. 빈곤을 줄임으로써 자본시장 참여가 확대된다.

### 자본의 형태 (부르디외)
'자본의 형태'에서 피에르 부르디외(Pierre Bourdieu)는 세 가지 형태의 자본을 구분하는데, 경제자본, 문화자본, 사회자본이다. 그는 사회적 자본을 "상호 지인과 인식의 제도화된 관계의 지속적 네트워크 보유와 관련이 있는 실제 또는 잠재적 자원의 집합체"로 정의한다." 개념에 대한 그의 대우는 사회 자본의 소유자에게 유리한 점과 "이 자원을 창조하기 위한 사회성의 계획적 구축"에 초점을 맞추어 중요한 역할을 한다." 퍼트남의 사회적 자본에 대한 긍정적인 시각과는 상당히 반대로 부르디외는 불평등의 세대 번식을 위한 메커니즘을 보여주기 위해 이 개념을 채택하고 있다. 부르디외는 따라서 부유하고 힘 있는 사람들이 자신들, 그들의 사회적 계층, 그리고 그들의 자녀들을 위한 이점을 유지하기 위해 그들의 "기성세대(노년층) 네트워크"나 다른 사회적 자본을 이용한다고 지적한다.

### 신뢰와 상호주의 규범 (샌더, 퍼트남, 콜먼)
토마스 샌더(Thomas Sander)는 그것을 "모든 소셜 네트워크(사람들이 아는 사람)의 집합적 가치와 서로를 위해 일을 하기 위해 이러한 네트워크로부터 생겨나는 경향(상호주의의 표준들)"이라고 정의한다. 이러한 관점에서 사회자본은 "사회적 네트워크와 관련된 신뢰, 상호주의, 정보 및 협력에서 흐르는 구체적인 이익"을 강조한다. 그것은 "연관된 사람들과 구경꾼들에게도 가치를 창출한다." 한편, 상호주의의 부정적인 규범은 해롭고 폭력적인 행동에 대한 혐오감으로 작용한다.
제임스 콜먼(James Coleman)은 기능적으로 사회 자본을 "두 가지 공통 요소를 가진 다양한 실체들: 그것들은 모두 사회 구조의 어떤 측면으로 구성되며, 그것들은 배우들의 특정한 행동을 촉진한다...구조 내에서"—즉, 사회적 자본은 관계, 상호주의, 신뢰 및 사회적 규범의 네트워크에 의해 생성된 개인 또는 집단 행동을 촉진하는 모든 것이다. 콜먼의 개념에서 사회적 자본은 어떠한 행동 방식도 용이하게 하는 중립적인 자원이지만, 결과적으로 사회가 더 나은지 여부는 전적으로 그것이 투입되는 개인의 용도에 달려 있다.
로버트 D 퍼트남(Robert D. Putnam)에 따르면 "개인간의 연결 – 소셜 네트워크와 그것들로부터 생기는 상호주의와 신뢰성의 규범"을 말한다. 퍼트남과 그의 추종자들이 보기에 사회자본은 민주주의를 구축하고 유지하기 위한 핵심 요소다. 퍼트남은 미국에서 사회적 자본이 감소하고 있다고 말한다. 이는 정부에 대한 신뢰도가 낮고 시민 참여도가 낮은 데서 볼 수 있다. 그는 또한 텔레비전과 도시의 무질서한 확산이 미국을 훨씬 덜 '연결'하게 만드는 데 중요한 역할을 했다고 말한다. 퍼트남은 사회자본이 한 공동체나 개인 사이에서 신뢰의 양과 '재활력'으로 측정될 수 있다고 믿는다. 퍼트남은 또한 사회자본의 감소의 근본 원인이 여성의 노동력 투입이며, 이는 학부모-교사협회와 같은 시민조직의 개입을 억제하는 시간적 제약과 관련이 있을 수 있음을 시사한다. 여가의 기술적 변혁(예: 텔레비전)은 퍼트남이 말한 사회적 자본이 감소하는 또 다른 원인이다. 이것은 여러 연구들이 사회적 자본을 구축하기 위해 미디어가 전략적으로 관여하는 방법에 의해 사회 자본의 측정을 평가하는 기준점을 제공했다.

### 시민회 (후쿠야마)
정치경제학자 프랜시스 후쿠야마(Francis Fukuyama)는 '사회자본, 시민사회, 발전'에서 사회적 자본을 기독교와 같은 상호주의나 종교적 교리의 규범과 같이 사람들이 협력할 수 있도록 일반적으로 이해되는 규칙으로 정의한다. 그는 사회적 자본이 시간이 지남에 따라 반복되는 상호작용으로 형성되며, 발전을 위해 중요하며 공공정책을 통해 창출하기 어렵다고 주장한다. 경제발전을 위한 사회자본의 중요성은 이러한 행동규범들이 합법적인 계약이나 정부규제 등 교환거래비용을 절감한다는 점이다. 후쿠야마는 사회자본이 발전에 이롭지만, 일반 복지에 의도하지 않은 결과를 초래하는 비단체 구성원에게도 비용을 부과한다고 시사한다.
후쿠야마는 미국 민주주의(Democracy in America)의 알렉시스 드 토크빌(Alexis de Tocqueville), 그리고 그가 미국 시민 연합 성향을 연상시키는 예술이라고 묘사한 것을 언급하면서 사회 자본이 시민 사회를 만드는 것이라고 주장한다. 시민 참여는 민주주의와 발전의 중요한 부분이지만 후쿠야마는 "한 사람의 시민 참여는 다른 사람의 임대료 추구"라고 말한다. 따라서 사회적 자본은 거래비용을 줄이고 생산성을 높여 경제발전을 촉진할 수 있는 반면, 시민연합회가 특혜를 얻을 수 있도록 특별이익을 허용하면 사회자본도 민주주의를 왜곡할 수 있다. 그러나 후쿠야마는 사회 자본이 너무 많은 위험에도 불구하고, 공공재와 복지증진 활동을 위해 조직할 수 없고 너무 적은 것이 더 나쁘다고 주장한다.

### 사회적 유대
카를로스 가르시아 티몬(Carlos García Timón)은 사회 자본의 구조적 차원이 시스템 내에서 타인과 약하고 강한 유대관계를 맺는 개인의 능력과 관련이 있다고 설명한다. 이 차원은 개별적이든 집합적이든 행위자의 네트워크 구성에서 도출된 장점에 초점을 맞춘다. 약한 유대관계와 강한 유대관계의 차이는 그라노베터(Granovetter, 1973)에 의해 설명된다. 관계차원은 개인간의 연결의 특성에 초점을 맞춘다. 이것은 다른 사람들의 신뢰와 그들의 협력 그리고 개인이 네트워크 내에서 가지고 있는 식별을 통해 가장 잘 특징지어진다. 헤이즐턴과 케난 (2000)은 통신의 제3각을 추가했다. 정보교환, 문제점과 해결책 파악, 갈등관리 등을 통해 사회자본에 접근하고 활용하기 위한 소통이 필요하다.
보이소트(Boisot, 1995), 및 볼랜드 & 텐카시(Boland & Tenkasi, 1995)에 따르면, 의미 있는 의사소통은 적어도 그러한 교환에 대한 당사자 사이의 공유 문맥이 필요하다. 인지 차원은 개인이나 집단이 서로 가지고 있는 공유된 의미, 표현, 해석에 초점을 맞춘다.

## 부정적인 사회 자본
사회적 자본이 항상 긍정적인 목적을 위해 사용되는 것은 아니라는 점에 주목했다. 사회적 자본은 종종 민주주의의 성공과 정치적 개입과 연관된다. 예를 들어, 로버트 D. 퍼트남(Robert D. Putnam)은 그의 저서 Bowling Alone에서 사회적 자본이 최근 미국 정치 참여의 감소와 연관되어 있다는 주장을 한다. 피에르 부르디외(Pierre Bourdieu)의 작품은 사회적 자본이 어떻게 불평등을 생산하거나 재생산하는 데 실질적으로 사용될 수 있는지를 보여주는 경향이 있는데, 이를테면 사람들이 사회적 연결의 직간접 고용을 통해 어떻게 강력한 위치에 접근할 수 있는지를 보여준다.
레스터, 마헤슈와리, 매케인(Lester, Maheshwari, and McLain, 2013년)이 가장 먼저 수치를 만들어 마이너스 수익률과 부정적 사회 자본을 동일시했다. 그들 앞에서 부정적 사회자본은 사회적 병폐지, 사업적 병폐가 아니었다. 부정적 사회자본의 영향이 복합적으로 작용하는 예로는 집단 내 관계 강화(사회자본의 결합)를 통해 조장되는 폭력이나 범죄조직 활동 등이 있다. 사회자본의 부정적 결과는 종종 직접 연결(bonding vis-à-vis bridging)과 관련이 있다.
"연결"된 사회 자본이 없다면, "결합" 집단은 사회의 나머지 집단으로부터 고립되고 박탈될 수 있으며, 가장 중요한 것은, 사회적 자본의 "증가"를 나타내기 위해 브리징이 발생해야 하는 집단으로부터 분리될 수 있다. 사회적 자본을 결합하는 것은 보다 강력한 형태의 사회 자본의 발전을 위해 필요한 선행 조건이다. 사회자본의 결합과 연결은 균형을 이루면 생산적으로 협력할 수 있고, 또는 서로 불리하게 작용할 수 있다. 사회적 자본의 결합과 보다 강한 동질적 집단이 형성됨에 따라, 사회적 자본의 연결 가능성은 낮아진다. 사회적 자본을 결합하는 것은 또한 특정 집단의 정서를 영구화시킬 수 있으며, 특정 개인들이 공통적인 급진적 이상에 함께 결합할 수 있도록 한다. 단열적 유대관계의 강화는 민족적 소외나 사회적 고립 등 다양한 효과를 가져올 수 있다. 극단적인 경우, 서로 다른 집단 간의 관계가 그렇게 강하게 부정적이면 인종청소가 발생할 수 있다. 가벼운 경우, 그것은 단지 사회적 자본과 이러한 공동체의 사람들이 사회적 자본을 연결하는 장소에서 너무 많은 시간을 보낸다는 사실 때문에 도시 교외와 같은 특정 공동체를 고립시킨다.

### 접근성
에드워즈와 폴리(Edwards and Foley)는 '사회자본, 시민사회, 현대민주주의'에 관한 미국 행동과학자(American Behavioral Scientist) 특별판의 편집자로서 사회자본 연구에 두 가지 핵심 쟁점을 제기했다. 첫째, 사회적 자본은 다른 형태의 자본이 다른 방식으로 이용 가능한 것과 거의 같은 방식으로 모두에게 동등하게 이용 가능하지 않다. 지리적, 사회적 고립은 이 자원에 대한 접근을 제한한다. 둘째, 모든 사회적 자본이 동등하게 창출되는 것은 아니다. 사회자본의 특정 원천의 가치는 사회와 함께 그 원천의 사회경제적 위치에 크게 좌우되지 않는다.
게다가, 포테스(Portes, 1998)는 사회 자본의 네 가지 부정적인 결과를 확인했다.
1. 외부인의 배제
2. 단체 회원에 대한 초과 청구
3. 개인의 자유에 대한 제한
4. 하향 평준화 규범

### 정치 제도에서
사회자본(제도적인 로버트 퍼트남의 의미)도 특정 국가의 정치제도나 민주주의가 충분히 강하지 않아 사회자본 집단에 의해 제압될 경우 나쁜 결과로 이어질 수 있다. '시민사회와 바이마르 공화국의 붕괴'는 '월마인(Wihelmine)·바이마르(Weimar) 시대 독일의 주요 문제였던 약한 시민사회보다는 약한 정치적 제도화였다'는 점을 시사한다." 정치 기관들이 워낙 약했기 때문에 다른 출구를 찾아다녔다. "독일인들은 국가 정부와 정당의 실패에 대한 좌절감에서 자신들의 클럽, 자발적 협회, 전문 조직에 몸을 던져 바이마르 공화국을 무너뜨리고 히틀러의 권력 승진을 촉진하는 데 기여했다." 바이마르 공화국의 붕괴에 관한 이 글에서 저자는 히틀러가 하나의 공통된 목표를 향해 단체를 동원할 수 있었기 때문에 그렇게 빨리 권좌에 올랐다는 주장을 한다. 당시 독일 사회는 "접속" 사회였지만, 이들 집단은 분열되었고, 회원들은 그들의 사회를 개선하기 위해 클럽 협회에서 배운 기술을 사용하지 않았다. 그들은 바이마르 공화국에서 매우 내성적이었다. 히틀러는 독일을 세계정치의 정상에 올려놓겠다는 공동의 명분 아래 이러한 고도로 유대된 집단을 단결시킴으로써 이것을 이용할 수 있었다. 이전의 세계 질서는 제1차 세계 대전 중에 파괴되었고, 히틀러는 독일이 지배적인 세계 강국이 될 권리와 의지를 가지고 있다고 믿었다.
덧붙여, 마이클 신들러(Michael Shindler)는 그의 에세이 「퍼트남의 사회자본론에 대한 비판」에서 민주주의를 발전시키지 않은 국가의 바이마르 사교 클럽과 유사한 협회들이 조직적으로 조직되어 집단들 사이에 '나'라는 사고방식이 아닌 '우리'를 키웠다는 주장을 펴고 있다.개성에 대한 연대를 강조하는 문화, 심지어 "수평적으로" 구조화되어 있고 또한 동유럽에 공통적이었던 문화도 그들이 비민주적 이념과 정치적으로 일치한다면 민주주의를 유발하지 않을 것이다.

### 인종과 민족성에 있어서
수집활동의 사회적 자본 특성(조직이나 사업 클러스터 등)을 위한 네트워크 기반 개념을 사용하여 레스터, 마헤스와리, 맥라인(Lester, Maheshwari, and McLain, 2013)은 부정적인 사회적 자본이 소수 기업 대 다수 기업 간의 차이의 원인이 될 수 있다는 점에 주목한다. 레스터 외는 아프리카계 미국인 가족회사들과 유로계 미국인 가족회사들 사이의 규범을 연구하면서 회사의 소유주가 사회적 행동에 관여하도록 압력을 받았을 때 부정적인 사회적 자본이 창출되었다고 언급했다.
로버트 퍼트남(Robert Putnam)은 그의 후기 작품에서도 사회자본과 공공신뢰의 관련성장이 이민과 공동체 내 인종적 다양성 증가에 의해 억제된다는 것을 시사한다. 이 문제에 관한 푸트남의 연구는 동질성이 결여된 미국 지역에서 일부 개인은 사회적 자본을 결합하거나 결합하는 데 참여하지 않는다고 주장했다. 이민이 많은 사회(미국)나 민족 이질성이 높은 사회(동유럽)에서는 시민들이 두 종류의 사회자본이 부족하고 전반적으로 동질적 공동체 구성원보다 타인에 대한 신뢰가 훨씬 낮은 것으로 나타났다. 동질성의 결여는 사람들로 하여금 가장 가까운 집단과 관계에서조차 탈퇴하게 하여 응집력 있는 공동체와 반대로 원자화된 사회를 만들었다. 이러한 발견들은 다양성에 노출되는 것이 인종 간의 사회적 격차를 해소하거나 집단 내 유대관계를 강화함으로써 사회적 자본을 강화한다는 이전의 믿음에 도전한다. 이민자에 대한 부정적인 태도가 통합을 어렵게 하고 사회 자본에 영향을 미치기 때문에 정책 입안자들이 이민자들로부터 인식되는 사회 경제적 위협의 수준을 감시하는 것은 매우 중요하다.
바르쉬니(Varshney, 2001)는 인도의 인종 폭력에 대한 인종 간 네트워크(가교)와 인종 내 네트워크(유대)의 존재 사이의 상관관계를 연구했다. 그는 만약 지역사회가 인종 간 노선을 따라 조직되어 있고 다른 지역사회와의 상호연계가 매우 약하거나 아예 존재하지 않는다면, 인종간 폭력이 일어날 가능성이 상당히 높다고 지적함으로써, 그들은 다리를 건설하고 긴장을 관리하기 때문에, 상호간 네트워크는 평화의 주체라고 주장한다. 공동체 간 유대가 갖는 3가지 주요 의미는 그들의 가치를 설명한다.
1. 여러 민족에 걸쳐 커뮤니티 내 커뮤니케이션 촉진
2. 헛소문을 퍼뜨리다.
3. 행정부가 업무를 수행하고 특히 평화, 안보 및 정의를 실현하도록 지원

이것은 유용한 구별이다; 그럼에도 불구하고 사회적 자본에 대한 그것의 함의는 후자의 개념에 대한 기능주의적 이해를 지지하는 경우에만 받아들여질 수 있다. 실제로, 인종간 네트워크뿐만 아니라, 내부 네트워크도 사회적 자본을 증가시키거나 감소시키면서 다양한 목적을 달성할 수 있다고 주장할 수 있다. 사실, 바르쉬니 자신은 인종 내 치안유지(1996년 Fearon과 Laitin에 의해 제안된 "자율적 정책" 메커니즘과 동등)가 정밀한 관여와 같은 결과를 초래할 수 있다는 점에 주목한다.

### 사회적 불평등
제임스 콜먼(James Coleman, 1988)은 사회적 자본이 결국 미래 세대를 위한 인적 자본의 창출로 이어졌다고 지적했다. 민간자원인 인적자원은 이전 세대가 사회적 자본을 통해 축적한 것을 통해 접근할 수 있었다. 존 필드(John Field, 2003)는 그러한 과정이 바로 불평등 사회자본의 해결 시도로 이어질 수 있다고 제안했다. 콜먼은 사회적 자본을 상대적으로 중립적인 자원으로 보면서도, 개인이 자신의 이익을 위해 노력한다는 점을 감안할 때 그러한 자본에 접근함으로써 발생할 수 있는 계급재생을 부인하지 않았다.
비록 콜먼이 그의 토론에서 피에르 부르디외(Pierre Bourdieu)를 진정으로 거론하지는 않지만, 이것은 교육, 사회, 문화의 재생산에 제시된 부르디외의 주장과 일치한다. 부르디외와 콜먼은 이론적 수준에서 근본적으로 달랐다(부르디외가 개인들의 행동은 거의 의식되지 않는다고 믿었기 때문에, 그러나 더더욱 특정 분야 내에서 그들의 습관성이 제정된 결과일 뿐이지만, 이 두 가지 모두에 의한 깨달음은 사회적 자본의 더 잠재된 측면에 대한 이해를 부정할 수 없이 연결시켜 주는 것 같다.)
부르디외에 따르면, 습관성은 사회 행위자가 사회화되는 사회적 맥락을 가리킨다. 그러므로 자신에게 익숙해지는 사회적 현실을 갖추는 것은 사회적 플랫폼, 그 자체다. 생활습관에서는 생활습관을 통합하고 표시하는 방식이 나온다. 이를 위해 두 명 이상의 사회 행위자 간의 사회적 교류와 상호 작용이다. 이를 설명하기 위해, 우리는 개인이 사회에서 자신의 지위를 향상시키고 싶어한다고 가정한다. 따라서 그는 자신을 소셜 네트워크에 참여시켜 그 집단의 규범에 충실함으로써 사회적 자본을 축적하여, 나중에 시간 경과에 따라 얻은 자원(예: 사회적 관계)에 접근할 수 있게 한다. 교육의 경우, 그가 이러한 자원들을 자신의 교육적 성과를 향상시키기 위해 사용함으로써 그가 사회적 이동성이 될 수 있다면, 그는 사회자본이 제도 전반에 걸쳐 완화에 거의 기여하지 못했기 때문에 사회의 계층화를 효과적으로 반복하고 재생산하는 데 힘썼다. 이것은 사회 자본의 부정적인 측면 중 하나일 수도 있지만, 모든 형태의 자본이 그렇듯이 그 자체로도 불가피한 측면으로 보인다.

## 사회자본의 긍정적 결과
부르디외에 비하면, 로버트 D. 퍼트남(Robert D. Putnam)은 이 개념을 훨씬 긍정적인 시각으로 사용했다: 그는 처음에 "공유된 것이 칭찬받을 만한지 아닌지는 물론 전적으로 다른 문제"라고 말하면서 사회 자본이 중립적인 용어라고 주장하는데 조심했지만, 미국 사회에 대한 그의 연구는 사회적 자본을 "민간 참여"의 생산자로 그리고 또한 넓은 사회의 생산자로 만드는 경향이 있다. 공동 건강의 총체적 척도 그는 또한 개인에 의해 소유된 자원에서 집합체의 속성으로 사회적 자본을 변환하고, 네트워크 배제에 대한 사회적 자본의 생산자로서 규범과 신뢰에 초점을 맞춘다.
마하르 아레피(Mahyar Arefi, 2003)는 공감대 형성을 사회 자본의 직접적인 긍정적 지표로 파악한다. 합의는 "공유 관심"과 다양한 행위자 및 이해관계자 간의 합의를 의미하여 집단 행동을 유도한다. 그러므로 집단행동은 사회자본의 증가를 나타내는 지표이다.

## 아형

### 유대, 연결, 관계
Bowling Alone에서 : 미국 사회의 붕괴와 부흥 (2000년), 하버드 정치학자 로버트 D. 퍼트남(Robert D. Putnam)은 다음과 같이 쓴다.
100년 전 헨리 워드 비처(Henry Ward Beecher)의 '다중 피크닉'에 대한 충고는 오늘날 완전히 우스꽝스러운 것은 아니다. 아이러니하게도 우리는 이것을 해야 한다. 왜냐하면 그것은 미국에 좋을 것이기 때문이 아니라 우리에게 좋을 것이기 때문이다.
퍼트남은 로스 기텔(Ross Gittell)과 아비스 비달(Avis Vidal)의 두 가지 주요 개념에 대해 설명했다.
1. 사회적 자본의 유대: 동질적인 집단들 사이의 사회적 네트워크에 할당된 가치
2. 사회적 자본의 연결: 사회적 이질적인 그룹들 사이의 사회적 네트워크에 할당된 가치

전형적인 예는 범죄 조직들이 사회 자본을 결합하는 것을 만드는 반면, 합창단과 볼링 클럽은 사회 자본을 연결시키는 것이다. 이 구분은 사회 자본이 사회 전체에 항상 유익하지 않을 수 있다는 점을 강조하는 데 유용하다. 지역사회 생산성과 결속력을 높이는 개별 시민과 집단의 수평적 네트워크는 긍정적인 사회 자본 자산이라고 하는 반면, 사회적 이익에 교차 목적으로 운영되는 이기적인 배타적 조직과 계층적 후원 시스템은 사회에 부정적인 사회 자본 부담으로 여겨질 수 있다.
퍼트남과 비슷하게 다니엘 P. 알드리치(Daniel P. Aldrich)는 사회 자본의 세 가지 메커니즘을 설명했다.
1. 자본의 유대: 친구나 가족과 가진 관계, 그리고 사회 자본의 가장 강력한 형태가 된다.
2. 자본의 연결: 친구간의 관계, 자본의 결합에 그 힘을 보조적으로 만든다.
3. 자본의 관계: 개인과 공무원 또는 기타 선출된 지도자의 관계

알드리치는 또한 사회 자본의 아이디어를 재해 복구의 기본 원리에 적용하고, 피해 범위, 인구 밀도, 정부 및 원조의 품질과 같은 복구에 도움이 되거나 방해가 되는 요소를 논의한다. 그의 저서 "빌딩 복원력: 재해 발생 후 복구에 필요한 사회 자본(Building Resilience: Social Capital in Post-Disaster Recovery)"에서: 재난 후 복구의 사회적 자본, 그는 주로 2011년 후쿠시마 원전 붕괴 이후 일본의 복구 상황을 조사한다.
페이스북이나 마이스페이스와 같은 소셜 네트워킹 웹사이트를 통한 인터넷의 사회 자본 개발은 "가상" 소셜 자본이 새로운 연구 분야이긴 하지만 한 연구에 따르면 자본을 연결하는 경향이 있다.

### 소모성, 계기
사회 자본에는 두 개의 다른 하위 원천이 있다:
1. 소비 자본: 내재된 것을 하는 것의 기초를 이루는 행동들로 이루어진 행동 예시에는 가치 개입과 단결성이 포함된다.
2. 계기 자본: 시간이 지남에 따라 주변 환경을 통해 학습되는 행동.

#### 소비 자본
소비 자본은 내재된 것을 하는 것의 기초를 이루는 행동들로 이루어진 행동이다. 소모적 사회 자본의 두 가지 예는 가치 개입과 결속이다.
가치 개입은 제때에 청구서를 지불하고, 자선 사업을 하고, 사회의 규칙을 따르는 것과 같은 의무를 이행하는 개인이나 공동체에 관계된다. 이런 식으로 삶을 사는 사람들은 이런 것들이 사회의 규범이며, 신용에 대한 걱정 없이, 아이들에 대한 걱정 없이 살 수 있고, 필요하다면 자선도 받을 수 있다고 느낀다.
콜먼은 계속해서 사람들이 이런 방식으로 살고 이런 형태의 사회 자본으로부터 혜택을 받을 때, 사회의 개인들은 그들의 소유물과 가족이 안전할 것이라는 확신을 가질 수 있다고 말한다. 이러한 연대에 대한 이해는 산업혁명의 도시 노동자 계층인 19세기 사회주의 사상가들에게서 유래될 수 있다. 그들은 이 노동자들이 집단의 이익을 위해 서로를 지지하는 이유를 분석하고, 이 지원이 젊은 시절 노동자들에게 가르쳐왔던 특성이 아닌, 즉각적인 사회 환경에 적응하는 것이라고 주장했다. 또 다른 예로, 콜맨은 이런 종류의 사회 자본 개인들을 소유하는 것은 그들이 믿는 것을 옹호하고, 심지어 역경 앞에서 죽기도 한다고 말한다.
사회자본으로서의 연대의 개념은 때때로 칼 마르크스(Karl Marx)에 기인하지만, 특히 사회자본이라는 용어는 마르크스에게는 상당히 다른 의미를 가지고 있었다. 모든 형태의 "자본"은 자본가들만이 소유했던 마르크스에게 있어서 그는 자본주의 사회에서 노동의 기초를 강조했고, 그들은 어떤 의미에서든 달리 할 충분한 자본이 부족했기 때문에 그들의 노동력을 팔아야만 하는 개인들에 의해 구성되었다. 마르크스는 "사회적 자본"을 특정 사회 내에 존재하는, 순전히 축적된 부나 재산의 관점에서 볼 때, 이론적으로 총자본의 양으로 보았다. 그래서 그는 그것을 구체적이고 별개의 "개인 자본"과 대조했다.

#### 계기 자본
계기 자본은 시간이 지남에 따라 주변 환경을 통해 학습되는 행동이다. 이 범주의 사회 자본의 기본은 자원을 기부하는 개인이 받는 사람에게서 직접 상환을 추구하기 때문이 아니라, 그들이 동일한 사회 구조의 일부이기 때문이다. 그의 기부로 인해, 개인은 직접적인 상환을 보지 못할 수도 있지만, 가장 일반적으로, 그들은 사회에 의해 더 큰 명예로 남을 것이다.
포테스가 언급하는 가장 좋은 예는 같은 민족 그룹에 장학금을 기부한 것이다. 기부자는 받는 사람이 직접 갚을 수 있도록 자신의 자원을 자유롭게 포기하지 않고 있지만, 위에서 말한 것처럼 지역 사회의 명예도 잃고 있다. 이 점을 염두에 둔다면, 수혜자는 개인적으로 은인을 알지 못할 수도 있지만, 그들이 같은 사회 집단에 속해 있다는 한 가지 이유만으로 번창한다. 사회적 자본은 또한 종교 사회와 연결되어 있다. 종교는 사회 자본의 중요한 측면을 나타낸다.

## 측정
사회적 자본을 어떻게 측정할 것인가에 대한 폭넓은 공감대가 형성되어 있지 않아 그 자체가 논쟁거리가 되고 있다. 일반적으로 주어진 관계에서 존재하는 사회적 자본의 수준/규모를 직관적으로 감지할 수 있지만, 정량적 측정은 다소 복잡한 것으로 입증되어 다양한 기능에 대한 서로 다른 측정지표를 산출한다.
사회학자 칼 L. 뱅크스톤(Carl L. Bankston)과 민 저우(Min Zhou)는 사회 자본이 측정하기에 그렇게 어려운 이유 중 하나는 그것이 개인 수준도 그룹 수준도 아니고 개인이 그룹에 참여하면서 분석 수준에 걸쳐 나타나는 현상이기 때문이라고 주장했다. 그들은 "자본"의 은유가 오해의 소지가 있는 것은 개인이 가진 자원인 금융자본과 달리, 사회조직의 형태의 이익은 행위자들에 의해 소유되는 것이 아니라, 유리하게 조직된 집단에 행위자들이 참여한 결과이기 때문이라고 주장한다.

### 이름 생성기
정량적 사회자본 측정의 한 유형은 사회적 네트워크를 구축하고 사회자본의 수준을 측정하기 위해 이름 생성기를 사용한다. 이러한 네트워크는 참가자들에게 "지난 6개월 내에 중요한 문제를 논의한 모든 사람들의 이름을 대라"와 같이 그들이 상호작용하는 사람들의 이름을 짓도록 요청함으로써 구성되었다. 이름 생성기는 종종 약한 유대가 아니라 가까운 관계의 핵심 토론 네트워크를 구성하는 데 유용하다.

### 사회 자본 규모
많은 연구들이 "다른 사람들을 믿는가?"라는 질문을 함으로써 사회적 자본을 측정한다. 다른 연구는 자발적인 협회나 시민 활동에 대한 참여를 분석한다.
사회적 자본과 관련하여 온라인과 오프라인의 사회적 결합을 측정하는 방법론적 잠재력을 확장하기 위해, 사회적 결합을 결합에 비해 덜 감정적으로 얽매인 관계의 형태로 구분하는 사회적 자본 측정의 매트릭스를 제공한다. 300개 이상의 학술 논문에 의해 채택된 결합 및 연결 하위 척도가 제안되었다.
린, 펑, 킴, 킴 & 라로즈(Lin, Peng, Kim, Kim & LaRose, 2012년)는 미국 이외의 지역에서 유래한 국제 거주자들을 측정함으로써 주목할 만한 규모의 적용을 제공한다. 이 연구는 페이스북과 같은 소셜 미디어 플랫폼이 사회 자본의 증가를 위한 기회를 제공하지만 대부분 외향적인 사람들에게 제공한다는 것을 발견했다. 그러나, 덜 내성적인 소셜 미디어 사용자들은 도착하기 전에 미국인들과 연결하고 나서 미국에 도착하자마자 집에서 오래된 관계를 유지함으로써 소셜 미디어를 이용하고 소셜 자본을 구축할 수 있다. 이 연구의 최종 결과는 사회적 자본이 측정 가능하며 온라인 참여를 통해 문화 간 몰입에 대처하기 위한 전략을 이해하기 위해 운용될 수 있는 개념임을 보여준다.

### 응집력 측정
집단의 응집력 수준은 또한 그것의 사회적 자본에 영향을 미치며 그 반대의 경우도 영향을 미친다. 그러나 응집력 수준을 결정하는 하나의 정량적 방법은 없고, 오히려 연구원들이 사회 자본의 운용을 위해 수십 년 동안 사용해 온 소셜 네트워크 모델의 집합이 있다. 지배적인 방법 중 하나는 로날드 버트(Ronald Burt)의 제약 조치인데, 이것은 넥타이 강도와 그룹 응집력의 역할을 한다. 또 다른 네트워크 기반 모델은 네트워크 전이성이다.

### 경제 조치
낵과 키퍼(Knack and Keefer, 1996)는 다수의 국가에서 경제성장과 함께 신뢰와 시민 협력 규범 사이의 계량경제학적 상관관계를 측정했다. 그들은 자신감과 시민 협력이 경제 성장에 큰 영향을 미친다는 것을 발견했고, 불평등과 인종차이의 관점에서 볼 때 덜 양극화된 사회에서는 사회 자본이 더 크다는 것을 발견했다.
나라얀과 프리쳇(Narayan and Pritchet, 1997)는 탄자니아의 시골집에서의 연관성 정도와 경제적 성과를 연구했다. 그들은 높은 빈곤 지수에서도, 소득 수준이 높은 가정들이 집단 조직에 더 많이 참여한다는 것을 관찰했다. 이러한 참여로 인해 축적된 사회 자본은 그들에게 개별적인 혜택을 주었고, 예를 들어, 다른 경로를 통해 집단적 이익을 창출했다. 예를 들어, 그들의 농업 관행은 참여하지 않은 가족보다 더 좋았다(그들은 농약, 비료, 씨앗에 대한 더 많은 정보를 가지고 있었다.); 그들은 시장에 대한 정보를 더 많이 가지고 있었다; 그들은 더 많은 위험을 감수할 준비가 되어 있었다, 왜냐하면 소셜 네트워크의 일부가 되는 것이 그들을 더 보호받는다고 느끼게 했기 때문이다; 그들은 공공 서비스의 개선에 영향을 미쳤고, 학교들에 더 큰 수준의 참여를 보여주었다; 그들은 도시 수준에서 더 많이 협력했다.

### 그룹 구성원 자격 기반
정치적 사회 자본을 측정할 때, 사회가 그 집단의 구성원 자격을 합하는 것은 흔한 일이다. 회원수가 높은 그룹(예: 정당)은 회원수가 낮은 그룹보다 자본의 양에 더 많이 기여하지만, 회원수가 낮은 그룹(예: 지역사회)은 여전히 유의미하다. 이것이 인구수에 의해 제한되는 것처럼 보일 수도 있지만, 사람들이 여러 그룹에 가입하는 경우에는 그럴 필요가 없다. 양키 도시에서 수행된 연구에서, 17,000명의 사람들의 공동체는 22,000개 이상의 다른 그룹을 가지고 있는 것으로 밝혀졌다.
집단이 사회의 나머지 부분과 어떻게 연관되는지도 사회 자본에 영향을 미치지만, 다른 방식으로 영향을 미친다. 강한 내부 유대는 어떤 경우에는 일반 대중이 볼 때 그 집단이 다른 집단에 대해 범죄, 불신, 편협함, 폭력 또는 증오에 맞춰져 있는 경우처럼 인식된 자본을 약화시킬 수 있다. 미국 백인우월주의 단체 Ku Klux Klan은 이런 종류의 조직의 한 예이다.

### 사회적 행동 기반
포스키와 라우리올라(Fosschi and Lauriola)는 사회 자본의 대용물로서 사회성을 측정하는 척도를 제시했다. 저자는 사회성 측면이 일반적인 성격 특성과 시민 참여 및 정치 참여의 척도 사이에서 사회 자본의 예측자로서 정치적 행동의 전체론적 모델로 중재할 수 있음을 입증했다.
세계 사회자본 모니터(World Social Capital Monitor)는 유엔 지속가능발전그룹이 시민사회 활동가들과 협력하여 만든 사회적 재화와 사회자본을 측정하는 도구이다. 이 프로젝트는 신뢰, 연대, 도움, 친절, 환대, 그리고 익명의 설문조사의 도움을 받아 공공재에 자금을 대려는 의지와 같은 사회적 가치를 찾아낸다. 이 조사는 2016년에 시작되었다.

## 역사 및 사회경제적 분석 통합

### 퍼트남 이후
영향력이 있긴 하지만, 일부는 로버트 D. 퍼트남(Robert D. Putnam)의 작업 내에서 우려하거나 개선되는 영역을 파악했다. 여기에는 다음이 포함된다.
- 사회의 구조적인 사회 경제적 조건에 대한 인식 부족 예를 들어, 소득 불평등의 수준이다.

- 역사적 분석의 지나친 결정론

- 퍼트남의 사회자본지수는 더 나쁜 결과와 연관된 인종적 다양성을 고려하지 않는다. 퍼트남 또한 종종 협력과 민주화의 장벽을 만드는 인종적 다양성을 고려하지 않는다.

- 사회 자본과 시민 사회의 조화, 사회 자본의 경제 성장 촉진과 지난 35년간 미국의 사회 자본의 감소를 입증하는 것과 관련된 경험적 증거의 부족, 그리고 소셜 네트워크가 윈-윈 관계를 만든다는 가정

### 사회자본 동기
로비슨(Robison)과 동료 (2012)는 가상 조사와 비 가설 실험에서 수집된 자원 할당 데이터를 사용하여 이기심과 네 가지 사회 자본 동기의 상대적 중요성을 측정했다.
이기주의 동기는 대리인의 부족한 자원 배분이 다른 사람과의 관계와는 무관하다고 가정한다. 이러한 동기는 때때로 신고전주의 경제학에서 선호 가정의 이기주의로 언급된다.
사회적 자본 동기는 대리인의 부족한 자원 배분이 검증 및 소속에 대한 사회 정서적 필요를 충족시키는 사회 정서적 재화를 생산할 수 있는 사회적 자본 또는 타인과의 동정적 관계에 의해 영향을 받을 수 있다고 가정한다.
1. 사회적 자본의 첫 번째 동기는 자신의 이상적 자아의 가치와 일관되게 행동함으로써 검증을 추구한다.
2. 두 번째 사회적 자본 동기는 다른 사람의 승인을 얻어 검증을 받으려고 한다.
3. 제3의 사회적 자본 동기는 속하기를 추구한다. 누군가가 다른 사람들의 동정에 영향을 줄 수 없다는 것을 인식하면서, 소속을 추구하는 사람들은 다른 사람들과 그들이 대표하는 조직이나 기관에 대한 그들 자신의 동정을 증가시키기 위해 행동할 수 있다.
4. 네 번째 사회적 자본 동기는 다른 사람에 대한 우리의 동정심이나 사회적 자본이 우리가 그들의 이익에 따라 행동하도록 동기를 부여한다는 것을 인정한다. 그렇게 함으로써 우리는 검증과 소속에 대한 우리 자신의 필요를 충족시킨다. 경험적 결과는 종종 우리가 95% 이기적이라는 가설을 부인한다.

## 시민사회와의 관계
다양한 저자들은 시장과 주 밖의 자발적인 협회와 단체를 지칭하는 시민사회의 정의를 제시한다. 이 정의는 "자신이나 타인에게 이익을 제공하기 위해 개인적 이익을 추구하지 않고 자발적으로 활동하는 사람들의 그룹에 의해 형성되고 유지되는 민간 조직"으로 구성된 제3부문의 정의와 매우 유사하다."
월저(Walzer, 1992), 알레산드리니(Alessandrini, 2002), 뉴타운(Newtown, 1997), 스톨레 & 로천(Stolle & Rochon, 1997), 폴리 & 에드워즈(Foley & Edwards, 1997), 월터스(Walters)와 같은 저자들에 따르면, 개인들이 관계 네트워크를 구축하고 유지할 수 있는 것은 시민 사회, 더 정확히는 제3 부문을 통해서이다. 이러한 자발적인 연합은 또한 사람들을 서로 연결하고, 비공식적이고 느슨하게 조직된 연합을 통해 신뢰와 상호주의를 구축하며, 의무 없이 이타주의를 통해 사회를 공고히 한다. 그것은 "...에 의해 만들어진 이 활동, 서비스, 협회의 범위"이다. 사회 자본의 원천을 이루는 시민 사회
라이언스 제3부문(Third Sector, 2001)에 따르면, 시민 사회는 사회적 자본의 원천을 생산하기 위해 문서화된 것일 뿐만 아니라, 사회적 자본은 제3부문의 성장을 가능하게 하는 요소들 또는 자극하는 요소들 아래서 어떠한 가장한 것으로도 나타나지 않는다. 마찬가지로, 오닉스(Onyx, 2000)는 사회적 자본이 이미 기능하고 있는 지역사회에 어떻게 의존하는지를 설명한다. 사회 자본의 창출(즉, 네트워크 창출)이 시민 사회를 강화할 것이라는 생각은 사회 분열을 심화시키는 것을 목표로 하는 현재의 호주 사회 정책의 기초가 된다. 목표는 경제 시스템의 보상으로부터 소외된 사람들을 "공동체"로 재통합시키는 것이다. 그러나 오닉스(Onyx, 2000년)에 따르면 이 정책의 명시적 목표는 포함이지만, 그 효과는 제외된다.
폴리와 에드워즈(1997년)는 "정치 시스템...은 시민사회의 성격과 사회적 자본이 존재하는 용도 모두에 중요한 결정요인이다."고 믿는다. 알레산드리니는 특히 호주에서는 신자유주의가 경제적 합리주의로 재탄생했고 여러 이론가들과 논평가들에 의해 사회 전반의 위험요소로 인식됐다며 사회적 자본을 투입하는 용도 때문이라고 입을 모은다."
오늘날 사회 문제의 원인에 대한 해결책으로 사회 자본에 대한 관심이 되살아나는 것은 이러한 문제들이 시민 사회의 약화에 있다는 가정에 직접적으로 기인한다. 그러나 이것은 사회적 자본이 더 강한 시민 사회보다는 배제로 이어진다고 믿는 많은 이론가들의 주장을 무시한다. 국제 개발에서, 벤 파인(Ben Fine, 2001)과 존 해리스(John Harriss, 2001)는 신자유주의적 경제 개발에 의해 야기된 불평등을 위해 사회 자본이 만병통치약(예: 개발 주체로서 시민 사회 조직과 NGO를 촉진)으로 부적절하게 채택되는 것에 대해 크게 비판해 왔다. 이는 사회 자본의 증진에 있어 국가 기관의 역할에 대한 논란으로 이어진다. 풍부한 사회 자본은 현대 자유 민주주의에 거의 필요한 조건이라고 여겨진다. 낮은 수준의 사회 자본은 지나치게 경직되고 무반응적인 정치 시스템과 높은 수준의 부패를 정치 시스템과 지역 전체로 이끈다. 공식적인 공공 기관들은 적절하게 기능하기 위해 사회적 자본을 필요로 하고, 너무 많은 사회적 자본을 가질 수 있지만, 너무 적은 것을 갖는 것은 확실히 더 나쁘다.

### 표본사회
공산주의 이후: 캐슬린 다울리 브라이언 실버(Kathleen Dowley, Brian Silver)는 "공산주의 이후 국가의 사회 자본, 민족성 및 민주주의를 위한 지원"이라는 제목의 기사를 발표했는데, 그들은 공산주의 이후의 국가에서는 더 높은 수준의 사회 자본이 더 높은 수준의 민주주의와 같지 않다는 것을 발견했다. 그러나, 높은 수준의 사회 자본은 민주주의에 대한 더 높은 지지로 이어졌다.
제3세계: 개발도상국의 많은 지식인들은 사회자본의 개념이, 특히 시민사회에 대한 특정 아이디어와 연결되었을 때, 기부자와 NGO가 주도하는 제국주의의 현대적 방식에 깊게 연관되어 있으며, 그것이 주로 가난한 사람들의 상태를 탓하는 기능을 한다고 주장해 왔다.
중국사회: 중국 사회 맥락에서 사회 자본의 개념은 관시의 개념과 밀접하게 연관되어 왔다.
미국사회: 개인 사회 자본의 양, 질, 강점을 포함한 사회적 자본을 측정하기 위한 한 가지 시도는 같은 나라의 스페인어를 사용하는 사람들에 대해 유타에 있는 라틴 아메리카 상공회의소를 통해 미국 영어권 시장 부문의 기업 연합에 의해 주도되었다. 소프트웨어 애플리케이션 및 링크드인(LinkedIn)과 같은 웹 기반 관계 지향 시스템의 지원을 통해, 이러한 종류의 조직들은 그 구성원들에게 그들의 관계의 수를 추적하는 방법, 그룹 역학, 임원 휴양과 네트워킹 이벤트를 이용하여 각각의 관계의 강도를 증진시키기 위해 고안된 회의, 그리고 영향력 있는 사람들의 더 높은 층에 도달하는 방법에 대한 훈련을 제공할 것으로 기대된다.

## 여성의 정치 참여에 미치는 영향
참고 항목: 사회자본의 성별차이
교육, 고용, 민사 기술, 그리고 시간을 포함하여 투표함을 향해 양을 증가시키는 많은 요소들이 있다. 이러한 근본적인 요소들에 대한 신중한 평가는 종종 여성들이 남성과 비슷한 수준에서 투표하지 않는다는 것을 암시한다. 그러나 여성과 남성의 투표율 차이는 줄어들고 있으며, 경우에 따라 여성이 남성보다 투표함에 더 많이 나타나기도 한다. 최근 사회 자본에 대한 연구가 이러한 변화에 대한 설명으로 작용하고 있다.
사회 자본은 정치적 참여를 촉진하는 풍부한 자원과 네트워크를 제공한다. 사회 자본은 지역 사회의 유형에 관계없이 쉽게 이용 가능하기 때문에, 교육, 고용, 시민 기술 등과 같은 더 전통적인 정치 참여 대기열을 무시할 수 있다.
여성들이 조직하는 독특한 방법들이 있다. 남성들과의 이러한 차이점들은 여성 관객들에게 사회적 자본을 더 인간적이고 인상적이게 만들어 정치적 참여에 관한 더 강한 입지를 만들어준다. 이러한 특징의 몇 가지 예는 다음과 같다.
- 여성의 비공식적이고 공식적인 네트워크는 종종 정치적인 것으로 간주되는 관리 업무를 지향한다.

- 여성들은 또한 국가 정치에 초점을 맞춘 전통적인 포럼보다 지역 정치와 사회 운동 활동에 더 많이 관여할 가능성이 있다.

- 여성들은 덜 계급적인 방식으로 스스로를 조직화하고 합의를 도출하는 데 집중할 가능성이 더 높다.

여성 사회 자본의 종종 비공식적인 성질은 여성들이 남성적인 기준을 따르지 않고 정치적 환경을 정치화할 수 있게 하여, 이 활동을 낮은 대중적 인지도로 유지하게 한다. 이러한 차이는 정치 참여의 담화 내에서 인식하기 어렵고 왜 사회 자본이 최근까지 여성 정치 참여의 도구로 고려되지 않았는지 설명할 수 있을 것이다.

## 건강에 미치는 영향
점점 더 많은 연구기관이 소셜 네트워크와 커뮤니티를 통한 사회적 자본의 존재가 건강에 대한 보호 품질을 가지고 있다는 것을 발견했다. 사회적 자본은 지원, 사회적 신뢰, 정보 및 규범이 풍부한 네트워크나 커뮤니티에 포함된 개인이 건강 목표를 달성하는 데 도움이 되는 자원을 가지고 있다는 점에서 건강 위험 행동에 영향을 미친다. 예를 들어, 암에 걸린 사람은 치료와 회복에 필요한 정보, 돈, 또는 도덕적 지원을 받을 수 있다. 사회적 자본은 또한 사회적 신뢰와 가입을 장려한다. 이러한 요인들은 흡연과 폭음 같은 위험한 건강 행동을 하는 사람들을 단념시킬 수 있다.
게다가, 이웃의 사회 자본은 어린이와 청소년 사이의 건강 불평등을 완화하는 데 도움이 될 수도 있다. 이웃간의 화합, 사회적 지지, 그리고 같은 종교 구성원들 사이에 유대감을 제공하는 유대 같은 사회 자본 지표들은 재정적인 또는 사회 경제적 어려움에도 불구하고 더 나은 건강과 관련이 있는 것으로 밝혀졌다. 사회적 불이익 상황에서 건강 완충제로서의 사회 자본의 기능은 소수 민족 인구의 건강에 대한 연구에서도 주목을 받았다. 거주자의 높은 비율이 동일한 민족 그룹에 속하는 지리적 영역에서 소수 민족에 의해 유지되는 관계와 네트워크는 다른 개인 및 이웃 특성에 기초하여 예상되는 것보다 더 나은 건강 결과를 초래할 수 있다. 그러한 영향은 영국, 뉴질랜드, 미국에서 조사되었다.
반대로, 사회 자본의 부족은 건강을 해칠 수 있다. 예를 들어, 스웨덴의 13세에서 18세 학생들을 대상으로 한 설문조사에서 낮은 사회적 자본과 낮은 사회적 신뢰는 더 높은 심리학적 증상, 근골격계 통증 및 우울증과 관련이 있는 것으로 나타났다. 게다가, 부정적인 사회 자본은 건강을 해칠 수 있다. 비록 범죄화된 인구에서 사회 자본을 평가하는 연구는 거의 없지만, 사회 자본이 붕괴된 지역사회에서 부정적인 영향을 미친다는 정보가 있다. 일탈 행위는 네트워크 기반 규범이 제공하는 유리한 정의와 학습 기회를 통해 일탈하는 동료들에 의해 장려된다. 그러나 이러한 같은 지역사회에서 규범 조정(즉, 긍정적인 역할 모델로 대체되는 일탈적 동료)은 긍정적인 영향을 미칠 수 있다. 연구자들은 또한 개인이나 공동체가 이용할 수 있는 사회경제적 자원에 따라 사회자본의 건강상의 이득이 달라진다는 가설을 조사했다. 예를 들어, 사회 자본은 높은 수준의 교육을 받은 사람들에게만 건강을 증진시킬 수 있고, 더 낮은 소득보다 더 높은 소득을 가진 사람들에게도 그럴 수 있다. 이 연구는 사회, 경제, 문화적 자본이 서로 의존한다는 부르디외의 생각에 기초하고 있다.

## 인터넷의 영향
뉴스를 시청하고 현재 사건을 계속 추적하는 것과 유사하게, 인터넷의 사용은 개인의 사회적 자본 수준과 관련될 수 있다. 한 연구에서, 인터넷의 정보 이용은 개인의 사회 자본의 생산과 긍정적으로 상관되었고, 사회적 오락적 이용은 부정적인 상관관계가 있었다. (이 사용의 높은 수준은 낮은 사회 자본 수준과 상관관계가 있다.) 전자의 주장을 뒷받침하는 예는 매사추세츠 주에서 열차 문제를 해결하기 위해 피터 머랜시(Peter Maranci)의 블로그(통근 열차의 찰리)의 기고문이다. 그는 열차 정체와 열차 차장의 비효율성으로 인해 한 여성이 열차 승차 도중 의식을 잃고 구조작업이 지연되는 사고가 발생하자 이 차를 만들었다. 그의 블로그는 기차역의 열악한 조건, 혼잡한 열차 승차, 그리고 결국 교통 시스템 내의 변화에 영향을 미친 열차 차장의 비효율성을 폭로했다.

페이스북

마이스페이스

또 다른 관점은 페이스북과 마이스페이스와 같은 소셜 네트워킹 사이트의 급속한 성장은 개인들이 사회 자본의 결합과 연결로 구성된 가상 네트워크를 만들고 있다는 것을 암시한다. 얼굴과 얼굴의 상호작용과는 달리, 사람들은 인터넷 사용에 특정한 매개 변수를 배치함으로써 목표한 방식으로 즉시 다른 사람들과 연결할 수 있다. 이것은 개인들이 특정한 관심사와 배경을 바탕으로 다른 사람들과 선택적으로 연결될 수 있다는 것을 의미한다. 페이스북은 현재 가장 인기 있는 소셜 네트워킹 사이트이며 다른 사람들과 강한 유대감과 약한 유대감을 형성하고 유지하는 데 어려움을 겪는 사람들을 위한 사회적 윤활제 역할을 하는 것을 포함하여 많은 이점을 사용자에게 알려준다.
비록 증거의 우세는 사회 자본과 인터넷 사이의 긍정적인 연관성을 보여주지만, 이 논쟁은 계속된다. 가상 커뮤니티를 비판하는 사람들은 인터넷이 우리의 강력한 유대를 온라인 "약점"으로 대체하거나 기술 자체와의 사회적 공허한 상호작용으로 대체한다고 믿는다. 다른 사람들은 인터넷이 "유사성의 나르시시즘"의 세계를 만들어 낼 수 있다고 우려하는데, 여기서 사회성은 이념, 인종, 성별 면에서 비슷한 것 사이의 상호작용으로 줄어든다. 몇몇 기사는 기술 기반의 상호작용이 지리적/실체적 사회활동에 소요되는 시간을 대체함으로써 사회자본과 부정적인 관계를 맺고 있다는 것을 시사한다. 그러나, 연구에 대한 합의는 사람들이 온라인에서 더 많은 시간을 보낼수록 그들이 더 많은 직접적 접촉을 가지고 있고, 따라서 사회적 자본을 긍정적으로 증가시킨다는 것을 보여준다.
2006년에 행해진 최근의 연구는 또한 인터넷 사용자들이 종종 인터넷에 불규칙적으로 접속하거나 전혀 접속하지 않는 사람들보다 더 넓은 네트워크를 가지고 있다는 것을 보여준다. 가족과 직장 연락처를 고려하지 않을 때, 인터넷 사용자들은 실제로 더 많은 수의 친구들과 친척들과 접촉하는 경향이 있다. 이것은 인터넷 사용자와 비 인터넷 사용자가 동일한 수의 사람들과 똑같이 가깝게 느낀다는 것을 보여주는 또 다른 연구에 의해 뒷받침된다. 또한 인터넷 사용자들은 그들이 "어느 정도 가깝게 느끼는" 20% 더 많은 사람들과 관계를 유지한다.
다른 연구는 젊은 사람들이 직접 대면하는 접촉을 인터넷 통신이 대신하게 하는 대신, 의사소통을 위한 보조 매체로 인터넷을 사용한다는 것을 보여준다. 이것은 인터넷 통신이 사회 자본의 발전을 방해하지 않고 사람들을 전보다 더 외롭게 하지 않는다는 견해를 뒷받침한다.
엘리슨, 스타인필드 & 램프(Ellison, Steinfield & Lampe, 2007)는 온라인에서 행사되는 사회 자본은 오프라인에서 형성된 관계의 결과이며, 따라서 관계 유지를 통해 연결 자본이 활성화된다고 제안한다. 이 연구의 응답자들 중, 온라인 전용으로 구축된 사회 자본은 약한 유대 관계를 형성한다. 사회적 유대의 구별은 엘리슨 외, 2007년에 소셜 미디어를 통해 가능하지만 가능성이 낮다는 것을 암시하는 것으로 제시되었다.

## 교육성취에 미치는 영향

### 가톨릭 학교(콜만과 호퍼)
콜먼(Coleman)과 호퍼(Hoffer)는 1980년부터 1987년까지 7년 동안 미국의 공립, 가톨릭 및 기타 사립 고등학교 총 1,015곳의 학생 28,000명의 정량적 데이터를 수집했다. 이 종적 연구에서 학생들의 가족과 지역 사회의 사회 자본이 가톨릭 학교의 중퇴율이 공공의 높은 비율에 비해 훨씬 낮았기 때문이라고 밝혀졌다.
티치먼(Teachman) 외 연구진(1996)은 콜먼이 제안한 가족 구조 지표를 추가로 개발한다. 그들은 가족 내에 존재하는 부모의 수만을 사용한 콜먼이 의붓부모와 다른 한부모 가정과 같은 보다 별개의 차원에 의한 보이지 않는 효과를 무시했다고 비판한다. 그들은 두 명의 친부모나 의붓부모 가정뿐만 아니라, 서로 있는 한부모 가정 (어머니 전용, 아버지 전용, 결혼하지 않은 가족 등)의 유형도 세밀하게 세는 것을 고려한다. 또한 부모와 자녀가 학교 관련 활동을 얼마나 자주 논의하는지 나타내는 지표로 부모와 자식 간의 상호작용을 측정함으로써 문헌에 기여한다.
모건과 소렌센(Morgan and Sorensen, 1999년)은 콜먼이 왜 가톨릭 학교 학생들이 표준화된 성취도 시험에서 공립 학교 학생들보다 성적이 더 좋은지 설명할 수 있는 명백한 메커니즘의 결여에 대해 직접적으로 이의를 제기한다. 가톨릭 학교와 공립 학교의 학생들을 다시 연구하면서, 그들은 수학 학습에 대한 사회 자본 효과의 비교 가능한 두 가지 모델을 제안한다. 하나는 일반 학교로서 가톨릭 학교에 있는 반면, 다른 하나는 공립 학교에 있는 수평 확장 학교이다. 사회적 자본은 정규 학교 내에서 기능적 공동체를 유지하는 긍정적인 효과를 가져올 수 있지만, 과도한 감시의 부정적인 결과도 가져올 수 있는 것으로 나타났다. 그 결과 창의성과 탁월한 성취는 억제될 것이다. 수평선 학교에서, 사회적 폐쇄는 학생들의 수학 성취에 부정적인 것으로 밝혀진다. 이 학교들은 부모와 다른 어른들의 확장된 사회 네트워크에서의 기회에 대한 정보와 같은 다른 형태의 사회 자본을 탐구한다. 그 결과, 일반 가톨릭 학교 학생들보다 더 많은 학습이 육성된다. 요컨대, 모간과 소렌센의 연구는 사회적 자본이 문맥화되었고, 한 종류의 사회 자본은 이 환경에서는 긍정적일 수 있지만, 다른 환경에서는 여전히 긍정적이지는 않다는 것을 암시한다.

### 커뮤니티 개발
킬패트릭, 존스 및 멀퍼드(Kilpatrick, Johns and Mulford, 2010)를 통한 교육 환경에서 "사회적 자본은 평생 학습과 지역사회 개발과의 관계를 분석하는 데 유용한 렌즈"라고 명시하고 있다. 사회적 자본은 교육 측면에서 특히 중요하다. 또한 "학교는 '기능하는 공동체'를 만들기 위해 설계되고 있다 - 부모와 학교 사이의 더 긴밀한 관계를 형성한다"는 점에서 교육의 중요성은 이러한 상호작용이 없다면, 이 지역의 사회 자본은 불이익을 받고, 교육에 있어서 사회적 자본이 중요한 역할을 한다는 것을 보여준다.

### 부모의 관여
퍼트남(Putnam, 2000년)은 그의 저서 Bowling Alone에서 "아동발달은 사회자본에 의해 강력하게 형성된다"고 언급했고, "사회자본의 존재는 특히 교육에 있어서 다양한 긍정적인 결과와 연결되어왔다. 그의 저서에 따르면 이런 긍정적인 결과는 부모의 사회자본의 결과라고 한다. 높은 사회자본이 있는 주에서는 높은 교육 성과도 있다.[19]:300 이러한 주들의 유사점은 부모들이 자녀들의 교육과 더 관련이 있다는 것이다. 교사들은 학부모들이 자녀들의 교육과 학교 생활에 더 많이 참여할 때, 그것은 학교에 무기를 가지고 오고, 신체적 폭력에 관여하고, 무단 결석하고, 일반적으로 교육에 대해 무관심해지는 것과 같은 잘못된 행동의 수준을 낮춘다고 보고했다.[19]:301 퍼트남의 책에서 콜먼의 인용구를 빌리자면, 콜먼은 "가장 가까운 어른들, 첫째 그리고 가장 두드러진 가족, 둘째, 주변 어른들의 공동체에 젊은이들의 내재성의 중요성을 과소평가할 수 없다"고 말한 적이 있다.[19]:303
교육, 교사, 그리고 학생들의 학습에 책임을 지는 부모들의 사회적 자본이 없다면, 자녀들의 학업 학습에 미치는 중요한 영향은 이러한 요소들에 의존할 수 있다. 교육에서 사회적 자본의 영향을 받을 뿐만 아니라 자녀의 학업 발전에 기여하는 부모에 초점을 맞춘다. 부모의 자녀 교육에 대한 기여 없이, 부모들에게 학생들의 삶에 대한 기회와 참여를 덜 준다. 테딘과 웨이어(Tedin and Weaher, 2010)가 말했듯이, "학생의 성공을 촉진하는 가장 중요한 요소 중 하나는 부모의 적극적인 자녀 교육 참여이다." 학부모들이 학교 활동 및 모임에도 참여하기 때문에 학부모들은 다른 학부모들과 교직원들과 더 많은 관계를 맺고 있다. 따라서 학부모 참여는 학교 커뮤니티에 더 많이 참여하게 되고 참여는 학교를 지속적이고 운영하기 쉬운 커뮤니티로 만든다.
샘슨(Sampson) 외 연구진(1999년)은 "자원이나 네트워크(예: 자발적 연관성, 우정, 조직 밀도)가 중립적"이라고 주장하면서 사회자본의 규범적 또는 목표 지향적 차원을 강조한다.

### 남성과 여성의 차이
마조리뱅크스와 궈크(Marjoriebanks and Kwok, 1998)은 387명의 14세 학생들을 대상으로 홍콩 중등학교에서 사회 자본을 주요 분석 도구로 사용하여 남녀 청소년들의 차등 교육 성취도를 분석하고자 설문 조사를 실시했다. 그 연구에서, 사회 자본은 다른 성별에 대한 그것의 다른 영향에 대해 승인되었다.

### 적응 및 민족적 가치
그의 논문 "홍콩의 새로운 도착 학생: "적응과 학교 수행"(2002)에서 헤이 항 헤이즈 탕(Hei Hang Hayes Tang, 2002)은 적응이 (문화적, 사회적) 자본의 활성화와 축적의 과정이라고 주장한다. 연구 결과는 지원 네트워크가 다양한 적응 경로를 차별화하는 핵심 결정 요소라는 것을 보여준다. 지원 네트워크는 사회 자본의 한 형태로서, 새로 도착한 학생들이 소유하는 문화 수도를 활성화하기 위해 필요하다. 누적된 자본의 양은 또한 현재 진행 중인 적응 과정의 추가적인 진보와도 관련이 있다.
민 저우(Min Zhou, 1998)와 칼 L. 뱅크스톤(Carl L. Bankston, 1998)은 뉴올리언스에 있는 베트남 공동체에 대한 연구에서 전통적인 인종적 가치를 보존하는 것이 이민자들이 사회적으로 통합되고 민족 공동체에서 연대를 유지할 수 있게 한다는 것을 발견했다. 이민자들이 주최 사회에 막 도달하는 상황에서 인종적 연대는 특히 중요하다. "차이나타운의 사회 자본"이라는 글에서, 저우 교수는 중국계 미국인들의 적응 과정이 지역사회, 이민자 가족, 그리고 젊은 세대 사이의 유형적인 사회적 관계에 의해 어떻게 영향을 받는지 살펴본다. 차이나타운은 예상된 방향으로 이민 아동들을 수용할 수 있는 사회 자본의 기반 역할을 한다. 민족적 지원은 학문적 성공에 박차를 가한다. 더욱이, 모국어의 읽고 쓰는 능력의 유지 또한 학문적 성취에 긍정적으로 기여하는 사회적 자본의 형태를 제공한다. 스탠턴 샐러자아와 돈부쉬(Stanton-Salazar, Dornbusch)는 2개 국어를 구사하는 학생들이 학교 성적과 그들의 삶의 기회를 증진시키기 위해 필요한 형태의 제도적 지원을 받을 가능성이 더 높다는 것을 발견했다.

## 연구 분야에서

### 지리학
사회적 자본을 지리학 과목으로 이해하기 위해서는 공간, 장소, 영토의 관점에서 보아야 한다. 그 관계에서, 지리의 원칙은 가족, 공동체, 그리고 소셜 네트워크의 사용에 있어서 사회 자본의 개념과 관련이 있다. 사회적 자본을 지리적 주제로 보는 가장 큰 지지자는 미국의 경제학자이자 정치학자 로버트 퍼트남이었다. 사회적 자본을 지리적 개념으로 분류하는 그의 주된 주장은 사람들의 관계가 그들이 살고 있는 지역에 의해 형성되고 형성된다는 것이다.
사회 자본이 이론과 관행에 의해 정의될 수 있는 많은 분야들이 있다. 1984년 앤서니 기든스(Anthony Giddens)는 사회 구조와 그것이 만들어내는 행동들을 연관짓는 이론을 개발했다. 그의 연구에서, 그는 이러한 구조의 개별 참여자들을 보는 것이 아니라 그것들로부터 비롯되는 구조와 사회적 연계가 어떻게 우주 전체에 확산되는지를 살펴본다. 만약 그렇다면, 사회 구조의 지속적인 변화는 사회 자본의 변화를 가져올 수 있고, 그것은 공동체 분위기에 변화를 일으킬 수 있다. 만일 한 지역이 폭력조직과 같은 사회규범에 반기를 드는 것이 목표인 사회조직에 의해 시달린다면, 그것은 그 지역에 부정적인 사회자본을 야기하여 이러한 조직들에 동의하지 않는 사람들을 이전하게 하여 그들의 긍정적인 사회자본을 부정적인 영역과 다른 공간으로 가져간다.
사회적 자본을 지리학 연구 분야로 볼 수 있는 또 다른 분야는 자원봉사에 대한 참여와 다른 정부의 지원을 분석하는 것이다. 이것에 대해 조사해야 할 한 영역은 사회 단체에 참여하는 사람들을 통해서이다. 참여하는 사람들은 다른 인종, 나이, 경제적 지위에 있다. 이러한 점을 염두에 두고, 이러한 서로 다른 인구 통계가 있는 공간의 분산이 변화하여 영역 간의 관여 차이를 유발할 수 있다. 둘째, 경제 상황에 따라 다른 분야들을 위한 다른 사회 프로그램들이 있다. 정부 기관은 복지센터를 지역사회에 대한 지원이 매우 제한적일 수 있는 부유한 지역에 두지는 않을 것이다. 그것은 필요하지 않기 때문이다. 셋째로, 사회 자본은 특정 지역의 개인들의 참여에 의해 영향을 받을 수 있다. 모한(Mohan)은 "지방 통치 구조는 차례로 사회 투자에 영향을 미치는 풀뿌리 지역 사회의 능력에 영향을 준다"는 그의 논문 "멕시코의 지방 자치와 농촌 개발"에서 이것을 지지한다. 이 이론과 함께, 특정 분야에 대한 정부의 개입이 사회 조직 및 지역사회에 대한 개인의 참여를 증가시킨다면, 이는 결국 그 분야에 대한 사회적 자본을 증가시킬 것이다. 모든 분야가 다르기 때문에, 정부는 그것을 고려하고, 그들의 요구에 맞는 다른 기관들과 다른 지역들을 제공할 것이고, 따라서 다른 분야들에서 다른 사회적 자본의 변화가 있을 것이다.

### 레저학
여가 연구의 맥락에서, 사회적 자본은 투자 및 사회적 관계의 함양에 따른 결과로 보여지며, 그렇지 않으면 그 또는 그녀가 이용할 수 없는 자원에 대한 개인의 접근을 허용한다. 여가와 관련된 사회적 자본의 개념은 인간 활동과 인간 목표의 분리성보다는 상호 연결성을 강조하는 관점에 기초하고 있다. 여가활동과 민주적 사회자본 사이에는 중요한 연관성이 있다. 특정한 형태의 여가 활동은 민주주의와 민주 시민권에 중심이 되는 사회 자본의 발전에 기여한다. 개인이 사회 활동에 더 많이 참여할수록, 개인은 더 많은 자율성을 경험하게 되는데, 이것은 그녀 또는 그의 개인의 능력과 기술을 발전시키는데 도움이 될 것이다. 개인이 경험하는 사회 자본의 축적량이 많을수록, 개인적인 사회적 역할, 관계, 그리고 사회 구조 내의 다른 역할뿐만 아니라 다른 여가 활동으로 옮겨갈 수 있다.

### 사회자본, 결혼, 연애
키슬레프(Kislev, 2019)는 현대 사회 독신자들의 결혼 지위에 대한 거대한 변화가 더 높은 사회적 자본을 나타낸다는 것을 보여준다. 그들은 또한 결혼한 사람들에 비해 동등한 수준의 사회 자본에서 더 큰 행복을 얻는다. 이후의 연구에서 키슬레프(2020)는 낭만적인 관계의 욕망과 단조로운 관계의 관계를 보여준다. 그는 낮은 수준의 관계 욕구가 친구의 상대적 중요성에 중요한 영향을 미친다는 것을 보여준다. 게다가, 친구의 상대적 중요성과 사회적 만족의 높은 수준은 둘 다 관계 욕망과 부정적인 상관관계가 있다.

## 비공식 경제에 미치는 영향
사회적 자본은 비공식 경제(특히 개발도상국)에서 비공식 신용에 대한 접근의 감소와 관련되어 있다. 뫈지와 오우머(Mwangi and Ouma, 2012)는 케냐의 금융 포함에 대한 사회 자본의 영향에 대한 금융 접근 국가 조사 데이터에 대한 양변량 조사 모델을 실행했다. 그들은 그룹에 대한 구성원 자격이 비공식 대출을 받을 확률을 1.45% 증가시켰고 또한 더 많은 그룹 구성원 자격이 있을수록 비공식 대출에 더 많이 접근할 가능성이 높다고 결정했다.
비슷한 결과가 방글라데시에서 사르커(Sarker)에 의해 실시된 한 단면 연구에서 밝혀졌다. 일부 다른 저자들은 또한 여성 기업가정신에서 사회적 자본의 중요성에 주목한다. 에포(Epo, 2013)는 사회적 자본과 소액 금융이 카메룬의 여성 기업가정신의 가능성을 증가시킨다는 사례를 제시했다. 에포는 접근성과 접근성이 모두 없는 기업가들의 복지 결과를 비교함으로써 이것을 했다. 그러나 다른 저자들은 사회 자본과 소액 금융 사이의 긍정적인 상관관계에 대해 동의하지 않는다. 카낙과 이구니는 사회 자본의 형성은 주로 소액 금융 기관이 시행하는 전략에 달려있다고 주장한다. 카낙과 이구니(Kanak, Iiguni)는 방글라데시의 한 시골 마을에서 사회 자본 형성을 조사하면서 이것을 결정했다.

## 같이 보기
- 문화경제학
- 리드의 법칙
- 소프트 파워
- 성적 자본

## 참고 문헌
1. ↑  “사회적 자본”. 《두산백과》. 2020년 12월 19일에 확인함.
2. 1 2  Tonnies, F. (1955) [1887]. Community and Association. London: Routledge and Kegan Paul
3. ↑  Durkheim, E. (1893) "De la Division du Travail". Les Classiques de Science Sociale.
4. ↑  Simmel, G. (1969) [1905] "The Metropolis and Mental Life", in Richard Sennet (eds) Classic Essays on the Culture of Cities. New York: Appleton-Century-Crofts.
5. 1 2  Weber, M. (1946) "The Protestant Sects and the Spirit of Capitalism". In Hans H. Gert and Mills C. Wright (eds) From Max Weber. New York: Oxford University Press.
6. ↑  Hanifan, L.J. (1916년 9월). “The Rural School Community Center”. 《The ANNALS of the American Academy of Political and Social Science》 67 (1): 130–138. doi:10.1177/000271621606700118. ISSN 0002-7162.
7. 1 2 3  Bourdieu, Pierre. (1972) Outline of a Theory of Practice
8. 1 2  Coleman, James (1988). “"Social Capital in the Creation of Human Capital".”. 《American Journal of Sociology.》.
9. ↑  Wellman, Barry; Wortley, Scot (1990년 11월). “Different Strokes from Different Folks: Community Ties and Social Support”. 《American Journal of Sociology》 96 (3): 558–588. doi:10.1086/229572. ISSN 0002-9602.
10. 1 2  Oberle, Monika (2016). 《Robert D. Putnam: Bowling Alone. The Collapse and Revival of American Community, New York: Simon and Schuster 2000, 541 S》. Wiesbaden: Springer Fachmedien Wiesbaden. 408–411쪽. ISBN 978-3-658-13212-5.
11. 1 2 3  김용학 (2010). 《사회 연결망 이론》. 박영사.
12. 1 2  김상준. (2004). 부르디외, 콜만, 퍼트남의 사회적 자본 개념 비판. 한국사회학, 38(6), 63-95.
13. ↑  “자유방임된 자본주의는 없었다”. 2020년 12월 18일. 2020년 12월 19일에 확인함.
14. ↑  Bankston III, Carl L.; Zhou, Min (2002년 1월). “Social Capital as Process: The Meanings and Problems of a Theoretical Metaphor”. 《Sociological Inquiry》 (영어) 72 (2): 285–317. doi:10.1111/1475-682X.00017. ISSN 0038-0245.
15. ↑  “Google 학술 검색”. 2020년 12월 19일에 확인함.
16. ↑  “고개드는 KKK, 백인우월주의 부활하나 - 미주 한국일보”. 한국일보. 2020년 12월 19일에 확인함.
17. ↑  Hemingway, J. L. (1999년 6월). “Leisure, Social Capital, and Democratic Citizenship”. 《Journal of Leisure Research》 (영어) 31 (2): 150–165. doi:10.1080/00222216.1999.11949855. ISSN 0022-2216.
18. ↑  “- R&D분야 보고서 -”. 2020년 12월 19일에 확인함.
19. ↑  Sarker, Md Masud; Islam, Md. Shahidul (2017년 12월 1일). “Social Capital and Political Participation: A Case Study from Rural Bangladesh”. 《European Review Of Applied Sociology》 10 (15): 54–64. doi:10.1515/eras-2017-0009. ISSN 2286-2552.